# Tustin (Califórnia)
Tustin é uma cidade localizada no estado americano da Califórnia, no condado de Orange. Foi incorporada em 21 de setembro de 1927.

## Geografia
De acordo com o United States Census Bureau, a cidade tem uma área de 28,7 km², onde todos os 28,7 km² estão cobertos por terra.

### Localidades na vizinhança
O diagrama seguinte representa as localidades num raio de 16 km ao redor de Tustin.

## Demografia
Segundo o censo nacional de 2010, a sua população é de 75 540 habitantes e sua densidade populacional é de 2 632,32 hab/km². Possui 26 476 residências, que resulta em uma densidade de 922,60 residências/km².